# Otto Greiffenhagen
Otto Ferdinand August Moritz Greiffenhagen, född 2 juli 1871 (gamla stilen: 20 juni) i Tallinn, Guvernementet Estland, Kejsardömet Ryssland, död 10 juni 1938 i Hameln, var en balttysk arkivarie.
Greiffenhagen studerade först vid Gustav Adolfs Gymnasium i Tallinn och därefter vid Dorpats kejserliga universitet och Bonns universitet. År 1900 blev han arkivarie vid stadsarkivet i Tallinn och var dess chef 1910–35. Bland hans skrifter kan nämnas uppsatser såsom Die Wappen Revals (1913) och Skandinavische Beziehungen zu Reval und Estland im 13. und 14. Jahrhundert (i "Zur Feier des 700-jährigen Jubileums der Stadt Reval 1219–1919", 1919). Han var 1910–38 ordförande i Ehstländische Literärische Gesellschaft och invaldes 1918 som ledamot av Samfundet för utgivande av handskrifter rörande Skandinaviens historia.